# Amb (stato principesco)
Lo Stato di Amb (noto anche come stato di Tanawal) fu uno stato principesco del subcontinente indiano, avente per capitale la città di Darband.

## Storia
Ricerche moderne hanno dimostrato che Ambolina/Embolina doveva essere il nome greco-romano della regione ove in seguito sorse lo stato di Amb; e probabilmente l'insediamento noto come Ambhalina, o Ambalena, doveva il proprio nome alla divinità Amba Devi, identificata anche con Maha Devi, Shakti, Durgā, Bhavani, Parvati, ecc., legando quindi questa terra all'antico culto induista tipico della regione dei Gujjars e di altre tribù della regione collinare.
Lo stato di Amb, un tempo noto come Mulk e Tanawal (o semplicemente Tanawal), era sede del popolo Tanoli di ascendenza pashtun Ghilji. Le prime tracce storiche della regione risalgono a secoli prima della nascita dell'impero moghul, all'inizio del XIV secolo, quando la tribù Tanoli conquistò l'area e si insediò lungo le rive dell'Indo.

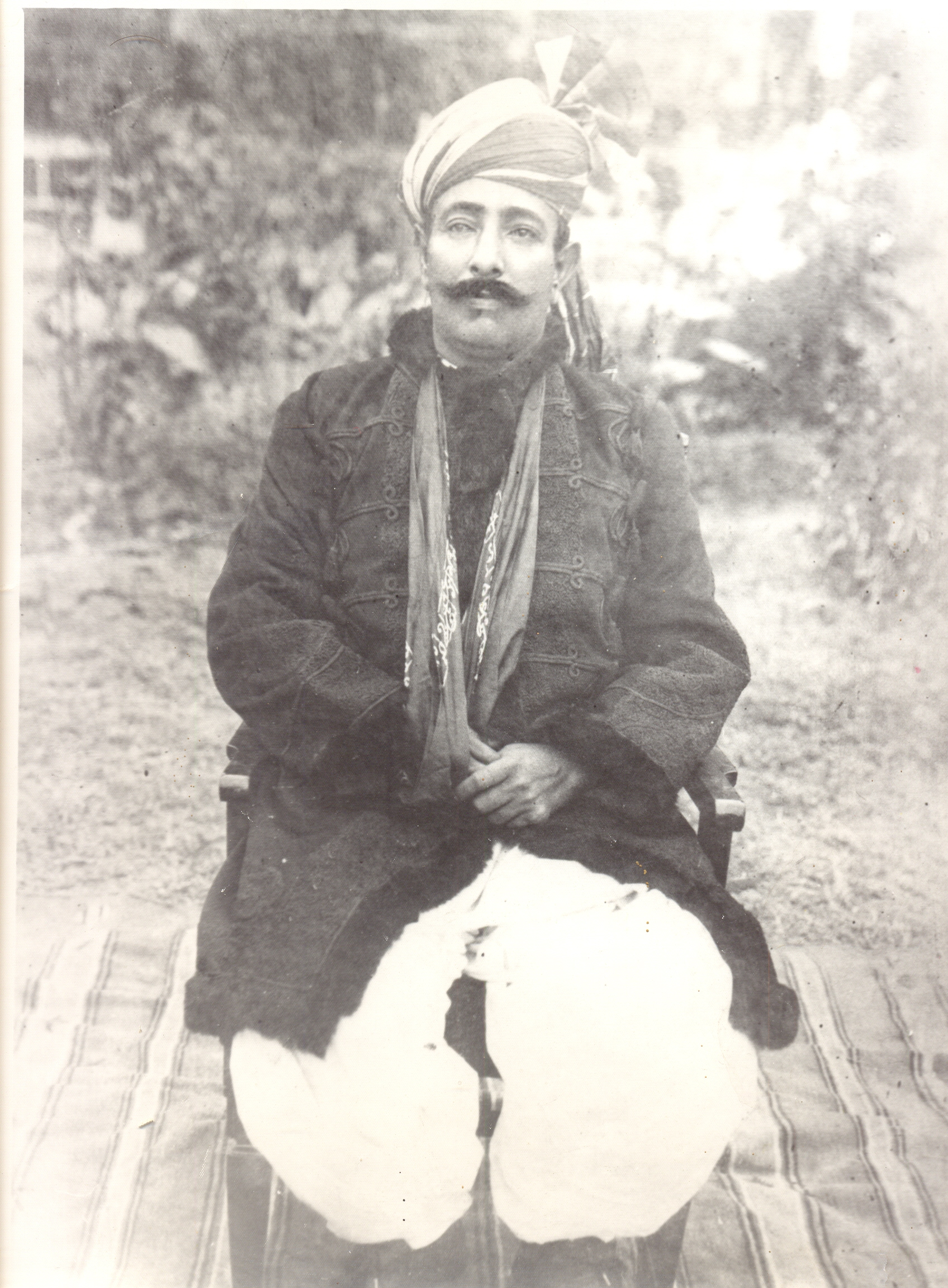
Il nawab Sir Muhammad Khan Zaman Khan Tanoli di Amb in una fotografia del 1923.

Nel 1854 l'ufficiale della frontiera britannica, generale James Abbott rintracciò indizi secondo i quali gli Aornos si trovavano a sud dell'attuale distretto di Buner. Questi propose, come già aveva fatto il generale mercenario Claude Auguste Cour a Ranjit Singh nel 1839, di riconoscere Embolina col villaggio di Amb, situato sulla sponda destra dell'Indo, otto miglia ad est di Mahaban.

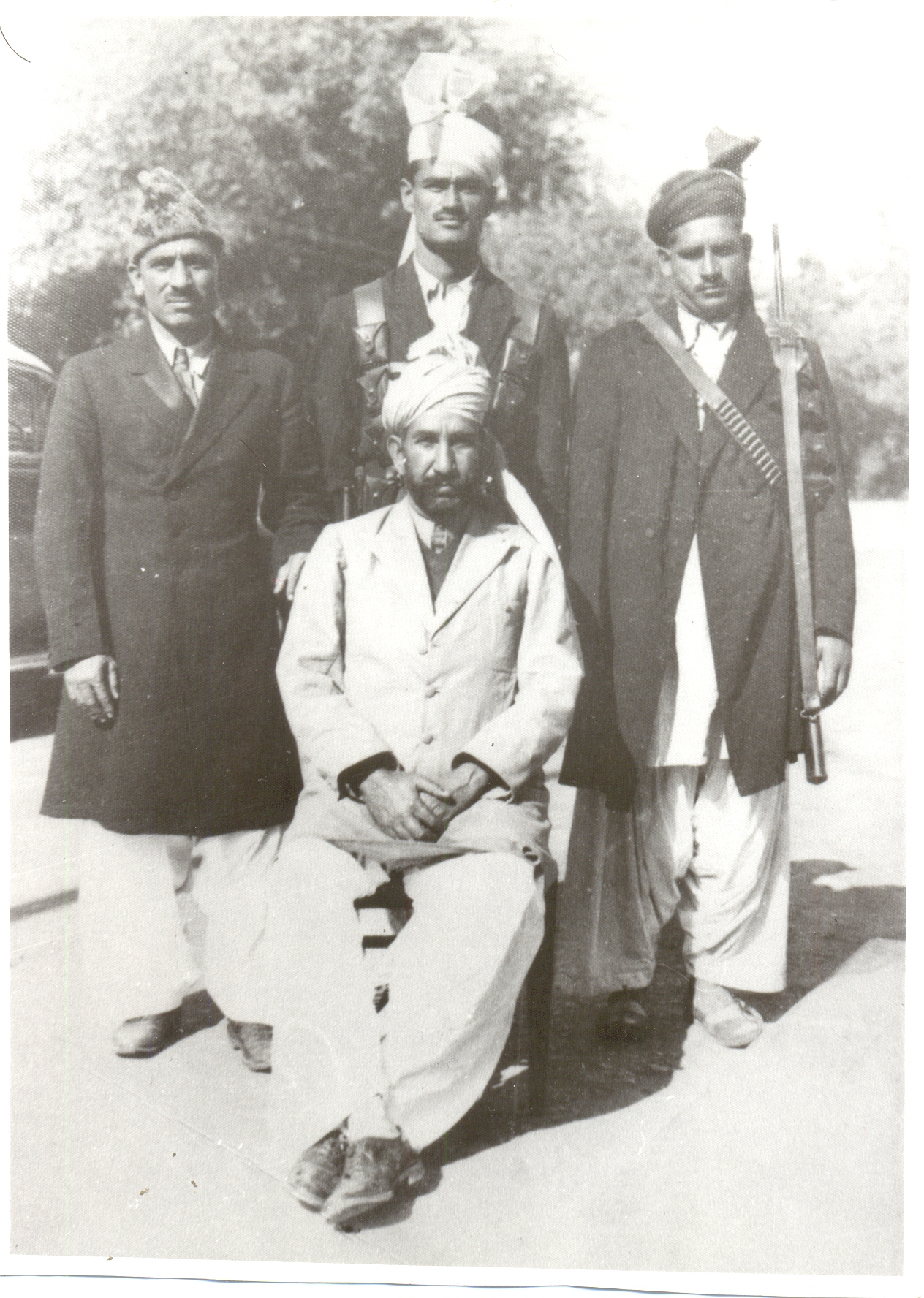
In piedi, da sinistra a destra: il dr. Masdar Ali (archiatra del nawab di Amb), alcuni servitori del nawab di Amb). Seduti: il Nawabzada Mohammad Ismail Khan Tanoli di Chanser ed il fratello Nawab Khan i Zaman Khan Tanoli, Shergarh 1930.

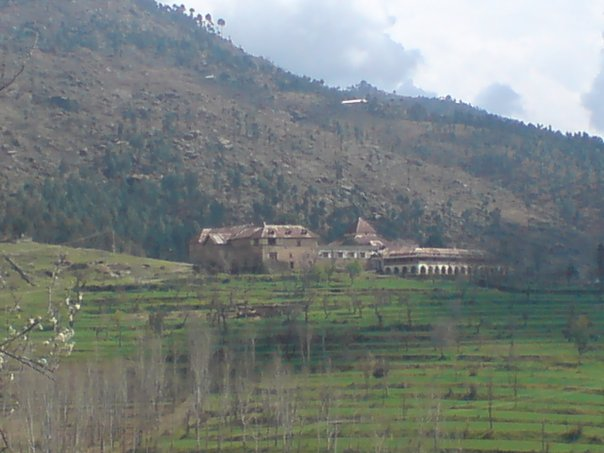
Il forte di Shergarh.

Lo stato di Amb vero e proprio ad ogni modo venne a formarsi solo all'inizio del XIX secolo quando Mir Painda Khan riuscì a riunificare il suo popolo e prese il potere come principe indipendente, stringendo una fruttuosa alleanza coi sikh che vedevano il suo ruolo di governante di un'area di confine come strategicamente importante. Ad ogni modo fu solo suo nipote Jahandad Khan che riuscì ad ottenere un riconoscimento ufficiale nel 1858 da parte del governo britannico, costituendo lo stato che divenne in contemporanea anche un protettorato inglese.
Il nawab Muhammad Farid Khan Tanoli, che fu l'ultimo regnante nello stato, nel 1969 firmò l'ingresso nel neonato stato del Pakistan dopo l'ottenimento dell'indipendenza.

## Governanti
| Regno                   | Capi di Tanawal e poi regnanti di Amb (Tanawal)                                                                     |
| ----------------------- | --- |
| 1772 – 1803             | (Mir) Haibat Khan Tanoli                                                                                            |
| 1803–1809               | (Mir) Hashim Ali Khan Tanoli (figlio di Mir Haibat Khan Tanoli e fratello di Mir Nawab Khan Tanoli, suo successore) |
| 1809–1818               | (Mir) Nawab Khan Tanoli                                                                                             |
| 1818–1844               | (Mir) Painda Khan Tanoli il Traditore                                                                               |
| 1844–1868               | Nawab Jahandad Khan Tanoli - Lo stato di Amb venne costituito ufficialmente come protettorato britannico nel 1858   |
| 1868–1907               | Nawab Muhammad Akram Khan Tanoli                                                                                    |
| 1907 – 26 febbraio 1936 | Nawab Khanizaman Khan Tanoli                                                                                        |
| 26 febbraio 1936 – 1971 | Nawab Muhammad Farid Khan Tanoli -- Lo stato di Amb terminò e venne unito col Pakistan nel 1971-72                  |